# Gerardo Romero
Gerardo Romero (* 1906; † unbekannt) war ein paraguayischer Fußballspieler. Der Stürmer nahm mit der paraguayischen Nationalmannschaft an der ersten Fußball-Weltmeisterschaft 1930 teil.

## Karriere
Romeros Leben und Karriere sind spärlich dokumentiert. Auf Vereinsebene spielte er für den Club Libertad aus der Hauptstadt Asunción, mit dem er 1930 die paraguayische Meisterschaft gewann.
Mit der Nationalmannschaft nahm er an der ersten Fußball-Weltmeisterschaft 1930 in Uruguay teil. Bei der WM bestritt Romero das zweite Gruppenspiel der paraguayischen Mannschaft gegen Belgien.

## Erfolge
- Paraguayischer Meister: 1930